# Kanami Nakamaki
Kanami Nakamaki (japonès: 中牧佳南)  (prefectura d'Ōsaka, 5 de juny de 1992) és una nedadora japonesa de natació sincronitzada medallera de bronze olímpica el 2016 en el concurs per equips.

## Carrera esportiva
Als Jocs Olímpics de Rio de Janeiro 2016 va guanyar la medalla de bronze en el concurs per equips, amb una puntuació de 189 punts, després de les russes (or amb 196 punts) i les xineses (plata amb 192 punts), sent les seves companyes d'equip: Aika Hakoyama, Kei Marumo, Risako Mitsui, Mai Nakamura, Kano Omata, Kurumi Yoshida i Aiko Hayashi.